# Araneus pseudoconicus
Araneus pseudoconicus là một loài nhện trong họ Araneidae.
Loài này thuộc chi Araneus. Araneus pseudoconicus được Ehrenfried Schenkel-Haas miêu tả năm 1936.